# Jan Turno
Jan Turno herbu Trzy Kotwice – stolnik kaliski w latach 1762–1792, cześnik poznański w latach 1754–1762, konsyliarz województwa poznańskiego i województwa kaliskiego w konfederacji radomskiej w 1767 roku.
Jako poseł województwa kaliskiego na sejm konwokacyjny 7 maja 1764 roku podpisał manifest, uznający odbywający się w obecności wojsk rosyjskich sejm za nielegalny. Był konsyliarzem województw poznańskiego i kaliskiego w konfederacji 1767 roku.